# 이시이 히로토시
이시이 히로토시(일본어: 石井 弘寿, 1977년 9월 14일~)는 일본의 전 프로 야구 선수이자 야구 지도자이며, 현재 도쿄 야쿠르트 스왈로스 1군 투수 코치이다.

## 인물

### 프로 입단 전
아버지가 현지 아마추어 야구팀에 소속되어 있던 것의 영향으로 초등학교 5학년때 야구를 시작했다. 중학교 시절에는 투수 겸 외야수였고 이시이 가즈히사를 동경하고 있어 도쿄각칸 고등학교에 입학했다. 3학년 여름에 열린 현 대회에서 팀은 16강에 진출하는 최고 성적을 기록하였지만 고시엔 대회 출전은 이뤄지지 않았다. 같은 학교의 1년 선배이자 후에 프로팀에서 같은 팀에 소속되는 아이카와 료지를 보러 온 스카우트가 눈에 띈 것을 계기로 주목을 받아 1995년 프로 야구 드래프트 회의에서 야쿠르트 스왈로스로부터 4순위 지명을 받아 입단, 등번호는 이시이 가즈히사의 등번호 16번을 뒤집은 61번으로 배정되었다.

### 프로 입단 후

#### 1996년~1998년
프로 1년차부터는 고졸 신인이면서도 13경기에 등판해 1승 무패와 평균자책점 3.38의 성적을 기록했는데 볼넷이 많을 정도의 불안한 모습을 보여주었다. 그 후 2년 동안 갑작스런 성적 부진과 제구력에 문제가 있어 1경기의 등판에만 그쳤다.

#### 1999년
중간 계투로서 25경기에 등판했지만 0승 1패와 평균자책점 6.28에 그치면서 다음 시즌 전에 타자 전향이 시사되었다. 이토 아키미쓰 코치의 지도 하에 타격 연습을 병행하는 등 제구난의 극복에 임하는 전환기의 시즌이 되었다.

#### 2000년~2001년
중간 계투와 선발로서 활약해 5월 3일 히로시마 도요 카프전에서 선발 등판하여 승리 투수가 되었지만 그 후 두 차례의 선발에서는 3이닝밖에 가지지 않았고 나머지 시즌은 중간 계투로 기용되었다. 2000년에는 45경기에 등판해 76과 1/3이닝 4승 3패, 평균 자책점 3.30을 기록했다. 이듬해 2001년 4월 24일의 주니치 드래건스전에서 1점차로 리드하고 있는 8회 도중부터 등판해 첫 세이브를 올렸다. 그 해의 최종 성적은 2승 3패 1세이브를 기록했고 일본 시리즈에서는 1이닝 무실점으로 처리했다.

#### 2002년
팬으로부터의 공모에 의해 이가라시 료타와 함께 ‘로켓 보이즈’라는 애칭이 붙었다. 그 해에는 크게 비약적인 성장을 거듭하여 셋업맨으로서 리그 최다인 69경기에 등판해 6승 2패 5세이브, 평균 자책점 1.51의 성적으로 최우수 중간 계투 투수라는 타이틀을 차지했다. 69경기의 등판은 가네다 마사이치의 기록을 46년 만에 깨는 구단 신기록이다. 또 10월 11일의 요코하마 베이스타스전(메이지 진구 야구장)에서 기록한 155 km/h의 구속은 일본인 좌완 투수의 공식 기록에서는 최고 속도가 되었다.

#### 2003년~2005년
2003년은 옆구리 통증에 의해 36경기 등판에 그쳤지만 6승 1패 1세이브와 평균 자책점 1.99, 45와 1/3이닝으로 탈삼진 61개, 탈삼진률 12.17이라는 기록을 남겼다. 다음해인 2004년은 다카쓰 신고의 이적에 의해 이가라시 료타와 함께 중간 계투진의 일원으로 맡았지만 전년도에 왼쪽 옆구리 통증에 의해서 이가라시에게 중간 계투 자리를 양보했다. 여름에는 회복되면서 아테네 올림픽 야구 일본 국가대표팀 선수로 발탁되었다. 2005년은 이가라시의 부진으로 그 해에는 구원 투수로서 61경기에 등판, 평균 자책점 1.95와 개인 최고 성적인 37 세이브를 기록했다.

#### 2006년
작년 시즌에 좋은 성적을 남겼다는 이유로 2006년 월드 베이스볼 클래식 일본 대표팀 선수로 발탁되는 등 빠른 조정을 실시하고 있었지만 2006년 월드 베이스볼 클래식 1라운드 한국전에서 8회말 이승엽 선수에게 2점 홈런을 허용한 이후 왼쪽 어깨 부상으로 인해 1차 리그에서 출전을 포기했다. 일정 이상의 활약으로 메이저 리그 이적이 용인될 전망이었지만 1군에서는 11경기 등판에만 그쳤다. 오프 시즌에는 야쿠르트 잔류를 전제로 한 수술을 받았다.

#### 2007년~2010년
2007년은 재활 훈련에만 전념하면서 1군에 등판하는 일이 없이 시즌을 마쳤다. 이듬해 2008년은 9월 27일의 2군 최종전에서 777일만의 정규 경기 등판을 이루는 등 1이닝을 피안타 1개의 무실점으로 호투했지만 2년 연속으로 1군 등판은 없었다. 2009년은 2군에서 13경기에 등판했지만 그 해에도 1군 등판은 없었다.
추계 스프링 캠프에 참가하면서 2010년 시즌에 본격적으로 부활할 의지를 보이기도 했다. 2010년 시즌은 4년 만에 춘계 스프링 캠프를 1군에서 보냈지만 실내 풀에서 가진 트레이닝 도중 부상을 당해 4바늘을 꿰매는 수술을 받아 전력에서 이탈했다. 페넌트레이스 개막 후에도 2군에서는 7경기에 등판했지만 평균자책점 11.12의 저조한 성적을 남길 정도의 부진에 시달리면서 그 해에도 1군 등판은 없었다.

#### 2011년
그 해 9월 29일에 현역 은퇴를 표명했고 은퇴 경기는 10월 25일의 정규 시즌 마지막 경기인 히로시마와의 경기(24차전, 메이지 진구 야구장)에서 7회초에 입단할 당시의 스카우트 담당이었던 오가와 준지 감독으로부터 공을 건네 받은 후 구원 등판해 선두 타자 마쓰모토 다카아키로부터 3구 삼진을 빼앗아 현역 생활을 마감했다. 재활훈련 중에는 2009년에 요코하마로부터 이적해 온 아이카와 료지와 함께 다시 배터리를 짜는 등 1군에서의 마운드에 오르는 것을 목표로 두었지만 아이카와와 함께 정규 경기에서도 배터리를 짠 것은 이 은퇴 등판이 처음이자 마지막이 되었다. 은퇴식이 끝난 뒤 야쿠르트의 선수들로부터 헹가래를 받아 프로 야구 선수로서의 종지부를 찍게 되었다.

### 그 후
은퇴후 2012년 시즌부터는 야쿠르트의 2군 육성 코치로 발탁되었다, 그러다가 2017년에는 현재 1군 투수코치로 활동하고 있다.

## 상세 정보

### 출신 학교
- 도쿄각칸 고등학교

### 선수 경력
프로팀 경력
- 야쿠르트 스왈로스·도쿄 야쿠르트 스왈로스(1996년~2011년)

국가 대표 경력
- 아테네 올림픽 일본 국가대표팀(2004년)
- 월드 베이스볼 클래식 일본 국가대표팀(2006년)

### 지도자 경력
- 도쿄 야쿠르트 스왈로스 2군 육성 코치(2012년~2016년)
- 도쿄 야쿠르트 스왈로스 1군 투수 코치(2017년~)

### 수상·타이틀 경력

#### 타이틀
- 최우수 중간 계투 : 1회(2002년)

#### 수상
- 지바 현 지사 상(2004년)[2]

#### 국제 대회
- 아테네 올림픽 동메달(2004년)

### 개인 기록

#### 투수 기록
- 첫 등판 : 1996년 7월 6일, 대 히로시마 도요 카프 12차전(메이지 진구 야구장), 9회초에 4번째 투수로서 구원 등판, 2/3이닝 무실점
- 첫 탈삼진 : 상동, 9회초에 사사오카 신지로부터
- 첫 승리 : 1996년 8월 10일, 대 히로시마 도요 카프 20차전(메이지 진구 야구장), 8회초에 5번째 투수로서 구원 등판, 1이닝 1실점
- 첫 선발 : 1996년 8월 16일, 대 요미우리 자이언츠 17차전(도쿄 돔), 1과 1/3이닝 1실점
- 첫 선발 승리 : 2000년 5월 3일, 대 히로시마 도요 카프 5차전(히로시마 시민 구장), 5이닝 3실점
- 첫 세이브 : 2001년 4월 24일, 대 주니치 드래건스 4차전(나고야 돔), 8회말 1사에 3번째 투수로서 구원 등판·마무리, 1과 2/3이닝 무실점
- 첫 홀드 : 2005년 4월 6일, 대 주니치 드래건스 2차전(메이지 진구 야구장), 7회초 2사에 2번째 투수로서 구원 등판, 1과 1/3이닝 무실점

#### 타격 기록
- 첫 안타 : 2002년 6월 6일, 대 요코하마 베이스타스 8차전(요코하마 스타디움), 8회초에 아즈마 가즈마사로부터 좌전 안타
- 첫 홈런·첫 타점 : 2004년 5월 4일, 대 주니치 드래건스 3차전(메이지 진구 야구장), 8회말에 이와세 히토키로부터 우월 솔로 홈런

#### 기타
- 올스타전 출장 : 2회(2002년, 2005년)

### 등번호
- 61(1996년~2011년)
- 98(2012년~)

### 연도별 투수 성적
| 연 도       | 소 속       | 등 판 | 선 발 | 완 투 | 완 봉 | 무 4 구 | 승 리 | 패 전 | 세 이 브 | 홀 드 | 승 률 | 타 자 | 이 닝 | 피 안 타 | 피 홈 런 | 볼 넷 | 고 4 | 몸 맞 | 탈 삼 진 | 폭 투 | 보 크 | 실 점 | 자 책 점 | 평 자 책 | W H I P |
| ----------- | ----------- | ----- | ----- | ----- | ----- | ------- | ----- | ----- | -------- | ----- | ----- | ----- | ----- | -------- | -------- | ----- | ---- | ----- | -------- | ----- | ----- | ----- | -------- | -------- | ------- |
| 1996년      | 야쿠르트    | 13    | 1     | 0     | 0     | 0       | 1     | 0     | 0        | --    | 1.000 | 41    | 8.0   | 6        | 0        | 13    | 0    | 0     | 9        | 1     | 0     | 3     | 3        | 3.38     | 2.38    |
| 1997년      | 야쿠르트    | 1     | 0     | 0     | 0     | 0       | 0     | 0     | 0        | --    | ----  | 13    | 2.0   | 2        | 1        | 6     | 0    | 0     | 2        | 0     | 0     | 2     | 2        | 9.00     | 4.00    |
| 1999년      | 야쿠르트    | 25    | 0     | 0     | 0     | 0       | 0     | 1     | 0        | --    | .000  | 141   | 28.2  | 32       | 6        | 27    | 0    | 0     | 21       | 2     | 0     | 21    | 20       | 6.28     | 2.06    |
| 2000년      | 야쿠르트    | 45    | 3     | 0     | 0     | 0       | 4     | 3     | 0        | --    | .571  | 318   | 76.1  | 66       | 7        | 36    | 3    | 0     | 68       | 5     | 0     | 29    | 28       | 3.30     | 1.34    |
| 2001년      | 야쿠르트    | 39    | 0     | 0     | 0     | 0       | 2     | 3     | 1        | --    | .400  | 175   | 39.2  | 31       | 6        | 23    | 1    | 2     | 40       | 4     | 0     | 23    | 15       | 3.40     | 1.36    |
| 2002년      | 야쿠르트    | 69    | 0     | 0     | 0     | 0       | 6     | 2     | 5        | --    | .750  | 341   | 89.2  | 63       | 7        | 12    | 2    | 1     | 109      | 3     | 0     | 15    | 15       | 1.51     | 0.84    |
| 2003년      | 야쿠르트    | 36    | 0     | 0     | 0     | 0       | 6     | 1     | 1        | --    | .857  | 182   | 45.1  | 37       | 4        | 10    | 4    | 2     | 61       | 2     | 0     | 10    | 10       | 1.99     | 1.04    |
| 2004년      | 야쿠르트    | 38    | 0     | 0     | 0     | 0       | 4     | 2     | 5        | --    | .667  | 201   | 52.2  | 38       | 5        | 10    | 1    | 0     | 69       | 2     | 0     | 12    | 12       | 2.05     | 0.91    |
| 2005년      | 야쿠르트    | 61    | 0     | 0     | 0     | 0       | 4     | 3     | 37       | 10    | .571  | 286   | 73.2  | 51       | 6        | 15    | 2    | 2     | 91       | 0     | 0     | 16    | 16       | 1.95     | 0.90    |
| 2006년      | 야쿠르트    | 11    | 0     | 0     | 0     | 0       | 0     | 0     | 6        | 1     | ----  | 42    | 10.1  | 8        | 2        | 4     | 0    | 0     | 14       | 0     | 0     | 5     | 5        | 4.35     | 1.16    |
| 2011년      | 야쿠르트    | 1     | 0     | 0     | 0     | 0       | 0     | 0     | 0        | 0     | ----  | 1     | 0.1   | 0        | 0        | 0     | 0    | 0     | 1        | 0     | 0     | 0     | 0        | 0.00     | 0.00    |
| 통산 : 11년 | 통산 : 11년 | 339   | 4     | 0     | 0     | 0       | 27    | 15    | 55       | 11    | .643  | 1741  | 426.2 | 334      | 44       | 156   | 13   | 7     | 485      | 19    | 0     | 136   | 126      | 2.66     | 1.15    |

- 굵은 글씨는 시즌 최고 성적.
- 1998년, 2007년~2010년은 1군 출장 없음.